# Steven Jay Russell

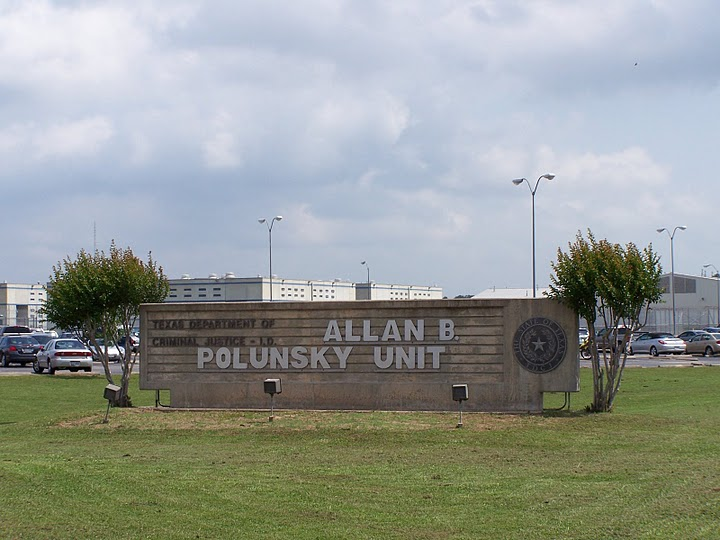
Unidad Allan B. Polunsky, donde Russell se encuentra en la actualidad

Steven Jay Russell (14 de septiembre de 1957 (67 años) es un estafador estadounidense conocido por escapar de prisión múltiples veces. Una película sobre su vida y crímenes se produjo en 2009, nombrada I Love You Philip Morris. En 2011, sus crímenes fueron presentados en el programa de televisión que I Almost Got Away With it en el episodio "Got a Boyfriend to Support". Un documental sobre sus crímenes fue transmitido en la televisión en 2005 en On The Run en el episodio "King of Cons" por Discovery Channel.

## Biografía
Russell afirmó que su vida de crimen comenzó a principios de 1990, cuando fue despedido de su trabajo como ejecutivo de una empresa de servicio de alimentos después de que sus empleados se enteraran de que era homosexual. Más tarde fue arrestado por fraude por falsificar un accidente de resbalón-caída, y fue condenado a seis meses de prisión. Después de servir cuatro semanas en la cárcel del condado de Harris, Russell escapó el 13 de mayo de 1992, mediante el uso de un juego de ropa de repuesto de civil y un walkie talkie para hacerse pasar por un guardia. Más tarde se fue a cuidar a su novio Jimmy Cambell que estaba muriendo de sida; Cambell murió tres semanas después de que Russell fuera detenido y enviado de vuelta a la cárcel del Condado de Harris.
Mientras Russell estaba en prisión, conoció a Phillip Morris, de quien rápidamente se enamoró. Los dos fueron puestos en libertad más tarde, y con ganas de darle un estilo de vida glamoroso a Morris, Russell logró conseguir un trabajo como director financiero de la empresa estadounidense North American Medical Management (NAMM). Robó $800.000 mediante malversación de fondos, pero tanto Russell como Morris fueron detenidos por ello. Russell, considerado un riesgo de fuga, tenía su fianza fijada en $950.000, pero más tarde logró escapar llamando a la oficina de archivos del condado pretendiendo ser un juez y bajando la fianza de $950.000 a $45.000. Más tarde fue localizado a través de llamadas telefónicas trampa-rastreo cuando llamó a sus amigos pidiendo dinero. Fue detenido en una habitación de hotel en West Palm Beach, Florida una semana después de su segunda fuga.
Russell fue condenado a 45 años de prisión por el fraude NAMM y fue enviado a la Unidad W. J. Estelle, también conocida como Penitenciaría de Supermáxima Seguridad de Estelle, en Huntsville, Texas. Russell inventó una nueva fuga después de comenzar a recoger marcatextos verdes y un uniforme de la prisión de repuesto utilizando el baño de su celda para teñir el uniforme de verde para parecerse a la bata de un médico. Luego salió por la puerta principal y caminó lejos de la prisión a una casa en la que convenció a un hombre para darle un paseo a la ciudad. Luego tomó un taxi a Houston (Texas). Después de localizar a Morris, quien estaba en libertad bajo fianza en espera de juicio por su implicación en el caso NAMM, lo convenció para huir con él; los dos huyeron a Biloxi (Misisipi), para ganar dinero en los casinos, donde Russell más tarde fue identificado y detenido por un sheriff. Morris también fue seguidamente encontrado y arrestado.
Russell fue enviado de nuevo a una prisión de máxima seguridad en Texas para servir una sentencia adicional y acumulativa de 45 años. Desde ahí, Russell hizo su escape más inventivo de todos; usó la actuación y laxantes para fingir los síntomas del sida, y una máquina de escribir de prisión para falsificar sus registros médicos, siendo concedido libertad condicional y habiendo sido llevado a un hogar de ancianos para morir. Luego llamó a la Junta de Libertad Condicional de la cárcel (en inglés Parole board), haciéndose pasar por un médico y especialista en sida, pidiendo prisioneros interesados en un tratamiento experimental, y se ofreció a sí mismo. Una vez fuera de Texas, envió los certificados de defunción a la mesa de la Junta de Libertad Condicional declarando que había muerto.
Mientras se encontraba en fuga, Russell (determinado a sacar a Morris de prisión) se las arregló para falsificar una tarjeta de barra de abogado. Luego, llamó a la Estelle Unit, donde Morris cumplía su tiempo, haciéndose pasar por un juez, y emitió una orden de arresto para que Morris fuese trasladado a una cárcel de Dalas (Texas) para que pudiera visitarlo haciéndose pasar por su abogado, Jean Louis. Luego desapareció del radar por un periodo de tiempo.
El 20 de marzo de 1998, Russell se hizo pasar por un millonario de Virginia en un intento de legitimar un préstamo de $75.000 de NationsBank en Dallas; cuando los funcionarios del banco, sospechosos, alertaron a la policía, Russell fingió un ataque al corazón y fue trasladado a un hospital. Russell fue puesto en vigilancia bajo un guardia de seguridad, pero se hizo pasar por un agente del FBI y llamó al hospital con su teléfono celular para decirles que podía ser puesto en libertad.
El Servicio de Marshals de Estados Unidos rastreó a Russell hasta Florida, donde lo detuvieron el 5 de abril de 1998, cuando fue a recoger un fax. Russell fue condenado a un total de 144 años en prisión (99 años por los escapes y 45 años por las estafas posteriores).
En 2010, Russell fue trasladado a la Unidad Allan B. Polunsky en el Departamento de Justicia Criminal de Texas , donde está confinado 23 horas al día, sólo teniendo una hora libre diaria para ducharse y hacer ejercicio, para evitar que escape. La fecha límite de su condena era el 13 de marzo de 2113, y se volvió elegible para libertad condicional el 15 de diciembre de 2020. 
El 7 de febrero de 2023, se le concedió la libertad condicional. Su fecha de liberación fue el 11 de julio de 2024.

## En los medios

### Película
Una película sobre su vida y crímenes se produjo en 2009, llamada I Love You Phillip Morris, protagonizada por Jim Carrey como Steven Jay Russell y Ewan McGregor como su novio Phillip Morris.

### Internet y los medios de comunicación impresos
Desde que la película entró en producción y la historia de Steven Jay Russell se volviera más popular, varios artículos aparecieron en la prensa y en línea descubriendo detalles menos conocidos de sus hazañas. La revista Esquire Magazine entrevistó tanto Steven Russell y Phillip Morris por su artículo, "The Great Escapee", ", mientras que The Guardian publicó "Te Quiero, Phillip Morris: Historia de un Conman".